# Eiki Eiki
Eiki Eiki (jap. 影木栄貴; ur. 6 grudnia 1971) – japońska mangaka tworząca mangi od 1998. Większość jej prac to mangi typu yaoi oraz shōnen-ai. Często współpracuje ze swoją przyjaciółką Mikiyo Tsuda (znaną również jako Taishi Zaō), z którą ma wspólną stronę internetową Kozouya.
Prawdziwe nazwisko Eiki Eiki brzmi Eiko Naitō (jap. 内藤 栄子 Naitō Eiko). Jest ona wnuczką byłego premiera Japonii Noboru Takeshita i starszą siostrą japońskiego muzyka visual-kei Daigo.

## Twórczość
- The Art of Loving
- Dear Myself
  - Unmei ni Kiss - sequel
  - World's End - sequel
- Prime Minister
- Train-Train
- Yuigon

### We współpracy z Taishi Zaō
- Color (1999)
- Haru Natsu Aki Fuyu (2007) - antologia komiksów yuri, opublikowanych wcześniej w Yuri Hime
- Love DNA Double X
- Love Stage!!
- Back Stage!!